# Можаєва Ельвіна Максимівна
Ельвіна Максимівна Можаєва (нар. 4 червня 1930, Луганськ — пом. 27 грудня 2007, Луганськ) — українська скульпторка; член Спілки радянських художників України з 1971 року. Дружина скульптора Миколи Можаєва, мати живописця Ігоря Зайцева.

## Біографія
Народилася 4 червня 1930 року в місті Луганську (нині Україна). 1952 року закінчила Ворошиловградське художнє училище де навчалася у Володимира Вайнреба, Василя Федченка; 1958 року — Львівський інститут прикладного та декоративного мистецтва (викладачі Іван Севера, Дмитро Крвавич, Іван Якунін). Дипломна робота — скульптура «Будівельниця» (керівник: М. В. Бєляєв, оцінка: задовільно).
Протягом 1958–1978 років викладала у Ворошиловградському художньому училищі. Жила у Луганську в будинку на вулиці Московській, № 1, квартира № 105. Померла у Луганську 27 грудня 2007 року.

## Творчість
Працювала у галузі монументально-декоративної, станкової і монументальної скульптури. Створила портрети, тематичні композиції, пам'ятні знаки, меморіальні дошки. Серед робіт:
скульптурні композиції
- «Хлопчик-скрипаль» (1969);
- «Нахальонок із гусьми» у селі Можаєвці Ростовської області (1982, у співавторстві з Миколою Можаєвим);
- «Григорій та Аксинія» у станиці Вешенській (1982, у співавторстві з Миколою Можаєвим);
- «Подруги» (1984);
- «Заклик весни» (1987);
- «Суперники» (1988; 1995);
- «Весняні мелодії» (1992; 2000);
- «Річка Лугань» (1998);
- «Дівчина з гарбузом (Відмова)» (2000);
- «Німфа» (2000);
- «Свати» (2002);

портрети
- «Архітектор В. Десятничук» (1983);
- «Скульптор Микола Можаєв» (1984);
- «Художниця Тетяна Яблонська» (1986);

монументальна скульптура
- меморіальна дошка Віктору Мухіну у Луганську (1981);
- пам'ятний знак «Немає зв'язків, святіших за братерство» у Слов'яносербську (2003, у співавторстві з Миколою Можаєвим);
- монумент «Слово о полку Ігоревім (Князь Ігор)» у Станиці Луганській (2003, у співавторстві з Миколою Можаєвим).

Брала участь в обласних, всеукраїнських, всесоюзних виставках з 1969 року. Персональні виставки відбулися у Ворошиловграді/Луганську у 1970, 1986, 2000 роках. 
Деякі роботи скульпторки зберігаються у Луганському, Запорізькому, Дніпровському художніх музеях.